# Pseudopolydora kempi
Pseudopolydora kempi is een borstelworm uit de familie Spionidae. Het lichaam van de worm bestaat uit een kop, een cilindrisch, gesegmenteerd lichaam en een staartstukje. De kop bestaat uit een prostomium (gedeelte voor de mondopening) en een peristomium (gedeelte rond de mond) en draagt gepaarde aanhangsels (palpen, antennen en cirri).
Pseudopolydora kempi werd in 1921 voor het eerst wetenschappelijk beschreven door Southern.

## Verspreiding
Pseudopolydora kempi werd beschreven vanuit Kolkata, India en heeft een brede wereldwijde distributie. Het oorspronkelijke verspreidingsgebied wordt verondersteld de Indo-Pacific te zijn met geïntroduceerde populaties in Europa, Australië, Nieuw-Zeeland, Midden-Amerika en de westkust van de Verenigde Staten (Brits-Columbia tot Californië). Deze soort wordt meestal aangetroffen in getijdenplaten en ondiepe, modderige subtidale wateren, vaak met een laag of variabel zoutgehalte.